# هب هارت
هب هارت (بالإنجليزية: Hub Hart)‏ هو لاعب كرة قاعدة أمريكي، ولد في 2 فبراير 1878 في إيفرت في الولايات المتحدة، وتوفي في 10 أكتوبر 1960 في فورت واين في الولايات المتحدة.

## وصلات خارجية
- هب هارت على موقعبيزبول رفرنس.كوم (الدوري الرئيسي) (الإنجليزية)
- هب هارت على موقعبيزبول رفرنس.كوم (الدوري الثانوي) (الإنجليزية)
- هب هارت على موقع مشجعي الرسوم البيانية (الإنجليزية)